# Sanchiricones
Sanchiricones es una entidad de población española del municipio de Vecinos, perteneciente a la provincia de Salamanca, en la comunidad autónoma de Castilla y León.

## Toponimia
El nombre del lugar puede encontrarse escrito con las grafías Sanchiricones y Sanchivicones.

## Historia
Hacia mediados del siglo XIX, el lugar, una aldea ya por entonces perteneciente al municipio de Vecinos, tenía contabilizada una población de 4 habitantes. Aparece descrito en el decimotercer volumen del Diccionario geográfico-estadístico-histórico de España y sus posesiones de Ultramar de Pascual Madoz con las siguientes palabras:

SANCHIVICONES: alq. en la prov. y part. jud. de Salamanca, térm. municipal de Vecinos. pobl.: 1 vecino, 4 almas.
(Madoz, 1849, p. 729)

En 2023, la entidad singular de población de Sanchiricones tenía empadronados 5 habitantes, todos ellos en diseminado.